# Bohdan Stashynsky
Bohdan Stachynskyi (Borščovyč, 4 novembre 1931) è un agente segreto sovietico.

## Biografia
Di origine ucraino-polacca, fu l'assassino di Stepan Bandera, politico ucraino filo-nazista a capo dell'Organizzazione dei Nazionalisti Ucraini (OUN) e fondatore dell'Esercito Insurrezionale Ucraino (UPA), oltre che di Lev Rebet e di altri nazionalisti ucraini.
Stachynskyi uccise Bandera sparandogli con una pistola speciale caricata con proiettili di vetro contenenti cianuro di potassio, su ordine di Nikita Chruščëv e del direttore del KGB, Aleksandr Šelepin.
Secondo le fonti Bohdan Stachynskyi fu condannato da un giudice tedesco-occidentale ad 8 anni di carcere. Accusato di avvelenamento ed omicidio colposo, si ritirò a vita privata a Mosca dopo aver scontato la pena. Insignito dell'Ordine della Bandiera rossa, in seguito sposò una donna tedesca e poi abbandonò l'URSS per rifugiarsi in Sudafrica, dove i coniugi vivono sotto un nome fittizio, per timore di ritorsioni, dal 1984.